# 6663 Tatebayashi
6663 Tatebayashi (1993 CC) là một tiểu hành tinh vành đai chính được phát hiện ngày 12 tháng 2 năm 1993 bởi T. Kobayashi ở Oizumi.